# Юнацька збірна Туркменістану з футболу (U-17)
Юнацька збірна Туркменістану з футболу (U-17) — національна футбольна збірна Туркменістану, що складається із гравців віком до 17 років. Керівництво командою здійснює Федерація футболу Туркменістану.
Головним континентальним турніром для команди є Юнацький кубок Азії, який з 2008 року розігрується серед команд з віковим обмеженням до 16 років, і успішний виступ на якому дозволяє отримати путівку на Чемпіонат світу (U-17). Також може брати участь у товариських і регіональних змаганнях, зокрема у Юнацькому чемпіонаті ФАЦА, юнацькій першості серед країн, що входять до Футбольної асоціації Центральної Азії.

## Виступи на міжнародних турнірах

### Чемпіонат світу (U-17)
| Статистика чемпіонатів світу (U-17) | Статистика чемпіонатів світу (U-17) | Статистика чемпіонатів світу (U-17) | Статистика чемпіонатів світу (U-17) | Статистика чемпіонатів світу (U-17) | Статистика чемпіонатів світу (U-17) | Статистика чемпіонатів світу (U-17) | Статистика чемпіонатів світу (U-17) | Статистика чемпіонатів світу (U-17) |
| Рік                                 | Раунд                               | І                                   | В                                   | Н                                   | П                                   | Г+                                  | Г-                                  |                                     |
| ----------------------------------- | ----------------------------------- | ----------------------------------- | ----------------------------------- | ----------------------------------- | ----------------------------------- | ----------------------------------- | ----------------------------------- | ----------------------------------- |
| 1993                                | відмовилися від участі              | -                                   | -                                   | -                                   | -                                   | -                                   | -                                   |                                     |
| 1995                                | відмовилися від участі              | -                                   | -                                   | -                                   | -                                   | -                                   | -                                   |                                     |
| 1997                                | відмовилися від участі              | -                                   | -                                   | -                                   | -                                   | -                                   | -                                   |                                     |
| 1999                                | не кваліфікувалася                  | -                                   | -                                   | -                                   | -                                   | -                                   | -                                   |                                     |
| 2001                                | не кваліфікувалася                  | -                                   | -                                   | -                                   | -                                   | -                                   | -                                   |                                     |
| 2003                                | не кваліфікувалася                  | -                                   | -                                   | -                                   | -                                   | -                                   | -                                   |                                     |
| 2005                                | не кваліфікувалася                  | -                                   | -                                   | -                                   | -                                   | -                                   | -                                   |                                     |
| 2007                                | не кваліфікувалася                  | -                                   | -                                   | -                                   | -                                   | -                                   | -                                   |                                     |
| 2009                                | не кваліфікувалася                  | -                                   | -                                   | -                                   | -                                   | -                                   | -                                   |                                     |
| 2011                                | не кваліфікувалася                  | -                                   | -                                   | -                                   | -                                   | -                                   | -                                   |                                     |
| 2013                                | відмовилися від участі              | -                                   | -                                   | -                                   | -                                   | -                                   | -                                   |                                     |
| 2015                                | не кваліфікувалася                  | -                                   | -                                   | -                                   | -                                   | -                                   | -                                   |                                     |
| 2017                                | не кваліфікувалася                  | -                                   | -                                   | -                                   | -                                   | -                                   | -                                   |                                     |
| 2019                                | відмовилися від участі              | -                                   | -                                   | -                                   | -                                   | -                                   | -                                   |                                     |
| 2021                                | не кваліфікувалася                  | -                                   | -                                   | -                                   | -                                   | -                                   | -                                   |                                     |
| Усього                              |                                     |                                     |                                     |                                     |                                     |                                     |                                     |                                     |

### Юнацький кубок Азії з футболу
| Юнацький кубок Азії | Юнацький кубок Азії    | Юнацький кубок Азії | Юнацький кубок Азії | Юнацький кубок Азії | Юнацький кубок Азії | Юнацький кубок Азії | Юнацький кубок Азії | Юнацький кубок Азії |
| Рік                 | Раунд                  | І                   | В                   | Н                   | П                   | Г+                  | Г-                  |                     |
| ------------------- | ---------------------- | ------------------- | ------------------- | ------------------- | ------------------- | ------------------- | ------------------- | ------------------- |
| 1992                | відмовилися від участі | -                   | -                   | -                   | -                   | -                   | -                   |                     |
| 1994                | відмовилися від участі | -                   | -                   | -                   | -                   | -                   | -                   |                     |
| 1996                | відмовилися від участі | -                   | -                   | -                   | -                   | -                   | -                   |                     |
| 1998                | не кваліфікувалася     | -                   | -                   | -                   | -                   | -                   | -                   |                     |
| 2000                | не кваліфікувалася     | -                   | -                   | -                   | -                   | -                   | -                   |                     |
| 2002                | не кваліфікувалася     | -                   | -                   | -                   | -                   | -                   | -                   |                     |
| 2004                | не кваліфікувалася     | -                   | -                   | -                   | -                   | -                   | -                   |                     |
| 2006                | не кваліфікувалася     | -                   | -                   | -                   | -                   | -                   | -                   |                     |
| 2008                | Раунд 1                | 3                   | 0                   | 0                   | 3                   | 1                   | 12                  |                     |
| 2010                | не кваліфікувалася     | -                   | -                   | -                   | -                   | -                   | -                   |                     |
| 2012                | відмовилися від участі | -                   | -                   | -                   | -                   | -                   | -                   |                     |
| 2014                | не кваліфікувалася     | -                   | -                   | -                   | -                   | -                   | -                   |                     |
| 2016                | не кваліфікувалася     | -                   | -                   | -                   | -                   | -                   | -                   |                     |
| 2018                | знялася                | -                   | -                   | -                   | -                   | -                   | -                   |                     |
| Усього              |                        | 3                   | 0                   | 0                   | 3                   | 1                   | 12                  |                     |